# Iiella hibii
Iiella hibii är en kräftdjursart som först beskrevs av Ii 1964.  Iiella hibii ingår i släktet Iiella och familjen Mysidae. Inga underarter finns listade i Catalogue of Life.